# Foum Zguid
Foum Zguid (arabiska: تالوين) är en stad i Marocko. Den ligger i provinsen Tata och regionen Souss-Massa, 400 km söder om huvudstaden Rabat. Antalet invånare var 8 986 vid folkräkningen 2014.